# Namochwani
Namochwani (georgisch ნამოხვანი, offiziell; gelegentlich auch Namachwani, ნამახვანი) ist ein Dorf in der Munizipalität Zqaltubo in Georgien. 

## Geographie
Namochwani liegt in der Region Imeretien im westlichen Teil Georgiens, knapp 20 km Luftlinie nördlich von Kutaissi im Tal des Flusses Rioni am rechten (westlichen) Ufer. Es gehört zur Landgemeinde Opurtscheti (Opurtschetis temi) und befindet sich etwa 7 km nördlich des Hauptortes. Durch Namochwani verläuft die Nationalstraße Sch16 (შ16) von Kutaissi über Ambrolauri und Oni zur russischen Grenze.
Das Dorf verfügt über eine Schule, eine Bibliothek und eine Kirche.

## Wasserkraftwerk
Nahe dem Dorf ist der Bau eines Wasserkraftwerkes mit einer Leistung von 450 MW am Rioni, der dort die westlichen Ausläufer des Ratscha-Gebirges durchbricht, geplant. Das Projekt wurde vom georgischen Energieministerium als „ohne Risiken ausführbar“ eingeschätzt. Für die Realisierung des Projektes wurde nach Investoren gesucht, unter anderem bei einem Besuch des georgischen Premierministers in Kuwait.
Der Bau ist Teil der Strategie zur Modernisierung der georgischen Stromversorgung mit dem Ausbau der Wasserkraftwerke um eine Leistung von 511 MW. Laut georgischem Wirtschaftsministerium sollen davon auf das Kraftwerk am Rioni zunächst 250 MW entfallen.